# Las Aguilillas
Las Aguilillas är en ort i Mexiko.   Den ligger i kommunen Mezquital och delstaten Durango, i den centrala delen av landet, 700 km nordväst om huvudstaden Mexico City. Las Aguilillas ligger 2 121 meter över havet och antalet invånare är 118.
Terrängen runt Las Aguilillas är kuperad, och sluttar söderut. Runt Las Aguilillas är det mycket glesbefolkat, med 3 invånare per kvadratkilometer. Närmaste större samhälle är Santa María de Ocotán, 4,3 km öster om Las Aguilillas. I omgivningarna runt Las Aguilillas växer huvudsakligen savannskog.